# Everworld
Everworld è una serie di libri per ragazzi della scrittrice statunitense K.A. Applegate.
La collana è composta da 12 libri, scritti e pubblicati tra il 1999 e il 2001 da Scholastic negli Stati Uniti, e in traduzione italiana da Arnoldo Mondadori Editore.

## Trama
Protagonisti della serie sono cinque ragazzi: David, April, Christopher, Senna e Jalil. Quando Senna verrà rapita dal lupo Fenrir, i restanti protagonisti nel tentativo di salvarla vengono catapultati in un mondo fantasy alternativo, chiamato Everworld. I protagonisti vivono in entrambi i mondi, Everworld e il mondo normale. Ogni qual volta che si addormentano, possono vedere cosa stanno facendo nel mondo normale; dove continuano a condurre la loro vita come sempre. In Everworld, invece; affiancati molto spesso dal dio Loki, dovranno affrontare potenti nemici e visiteranno luoghi che pensavano esistere solo nelle favole e nei miti, cercando di sopravvivere, di impedire a creature malvagie di aprire un varco verso il mondo normale e di comprendere il perché e il come del loro vai e vieni.

## Protagonisti
David
Il leader auto-nominatosi dei protagonisti. David prende tutti gli oneri del gruppo, perché deve dimostrare a se stesso di essere un uomo dopo aver avuto un passato in cui si è sentito un codardo. Prima di essere risucchiati in Everworld, è stato coinvolto in una relazione romantica con Senna Galles. Come tale, è più suscettibile all'influenza dei poteri di Senna.  David mostra il suo coraggio e coraggio prima davanti a Zeus, altri dèi, e Vichinghi. David combatte con la spada di Galahad, dopo aver assistito alla morte di Sir Galahad.
April
La sorellastra di Senna, presentano due caratteri totalmente opposti. April è una devota cattolica, un po' femminista. Ha i capelli rossi e gli occhi verdi. Lei è nel club dramma nella sua scuola del mondo reale, è spesso la voce della ragione accanto a Jalil.
Christopher
Il clown del gruppo, Christopher spesso fa battute specificamente mirati nei confronti degli altri membri del gruppo, cosa che lo fa tenere a distanza dagli altri, in modo che non arrivare a conoscerlo. Christopher è, nelle sue stesse parole, sulla strada per diventare un alcolizzato. Gli viene offerto di diventare un immortale, ma rifiuta perché non è riuscito a salvare la vita di Ganimede. 
Senna
La strega che lega tutti i personaggi. Senna è la fidanzata di David, ex fidanzata di Christopher, e la sorellastra di April (hanno lo stesso padre e di madri diverse), e ha i capelli biondi e occhi grigi. Senna è l'unico personaggio principale con reale potere magico, e, a volte, utilizza gli altri per i suoi propri fini, sia attraverso la manipolazione emotiva o magia. Il suo potere magico è molto più forte in Everworld che nel Vecchio Mondo. Senna a volte usa i suoi poteri sugli altri per il proprio beneficio, anche se di solito in uno sforzo per promuovere i propri progetti. Obiettivo finale di Senna è quello di rovesciare i poteri di Everworld e governare su di esso.
Jalil
Lo scienziato e unico afro-americano del gruppo, vuole trovare il "software" di Everworlde controllarlo. Nel mondo reale, Jalil è ossessivo-compulsivo ma l'influenza di Everworld riduce il suo disturbo. Il suo problema è un segreto al resto del gruppo per la maggioranza della serie. Senna però sa della sua condizione ed era in grado di curarlo temporaneamente, mentre i due erano nel Vecchio Mondo, a condizione che Jalil giurasse di servirla, ma lui ha rifiutato. Jalil cerca una spiegazione logica per i numerosi fenomeni illogici in Everworld.

## I libri
I libri sono narrati in prima persona da uno dei ragazzi, che varia di volta in volta nei 12 volumi nel seguente ordine: David, Christopher, April, Jalil, David, Christopher, April, Jalil, Senna, David, Christopher, April.

### Pubblicazione in Italia
Lista dei volumi pubblicati in Italia da Arnoldo Mondadori Editore:
1. Senna è scomparsa;
2. Un mondo impossibile;
3. Il mago;
4. Nel regno di Hel;
5. Il Regno dei folletti;
6. Inseguiti dagli Hetwan;
7. Guerra sull'Olimpo;
8. L'albero dei due mondi;
9. Sulle rive del Nilo;
10. Mondi sommersi;
11. L'inganno del mago;
12. S.O.S. per il grande mago.

## Edizioni
Traduzione e adattamenti italiani
- K.A. Applegate, Senna è scomparsa, traduzione di Maria Cristina Leardini, Spada & Magia, n. 1, Milano, Mondadori, 2001, ISBN 88-04-49187-6.
- K.A. Applegate, Un mondo impossibile, traduzione di Maria Cristina Leardini, Spada & Magia, n. 2, Milano, Mondadori, 2001, ISBN 88-04-49188-4.
- K.A. Applegate, Il mago, traduzione di Maria Cristina Leardini, Spada & Magia, n. 3, Milano, Mondadori, 2001, ISBN 88-04-49483-2.
- K.A. Applegate, Nel regno di Hel, traduzione di Maria Cristina Leardini, Spada & Magia, n. 4, Milano, Mondadori, 2001, ISBN 88-04-49484-0.
- K.A. Applegate, Il regno dei folletti, traduzione di Maria Cristina Leardini, Spada & Magia, n. 5, Milano, Mondadori, 2001, ISBN 88-04-49640-1.
- K.A. Applegate, Inseguiti dagli Hetwan, traduzione di Maria Cristina Leardini, Spada & Magia, n. 6, Milano, Mondadori, 2001, ISBN 88-04-49641-X.
- K.A. Applegate, Guerra sull'Olimpo, traduzione di Maria Cristina Leardini, Spada & Magia, n. 7, Milano, Mondadori, 2002, ISBN 88-04-50180-4.
- K.A. Applegate, L'albero dei due mondi, traduzione di Maria Cristina Leardini, Spada & Magia, n. 8, Milano, Mondadori, 2002, ISBN 88-04-50181-2.
- K.A. Applegate, Sulle rive del Nilo, traduzione di Maria Cristina Leardini, Spada & Magia, n. 9, Milano, Mondadori, 2002, ISBN 88-04-50728-4.
- K.A. Applegate, Mondi sommersi, traduzione di Maria Cristina Leardini, Spada & Magia, n. 10, Milano, Mondadori, 2002, ISBN 88-04-50729-2.
- K.A. Applegate, L'inganno del mago, traduzione di Maria Cristina Leardini, Spada & Magia, n. 11, Milano, Mondadori, 2002, ISBN 88-04-50864-7.
- K.A. Applegate, S.O.S. per il grande mago, traduzione di Maria Cristina Leardini, Spada & Magia, n. 12, Milano, Mondadori, 2002, ISBN 88-04-50865-5.